# Juvigny-les-Vallées
Juvigny-les-Vallées es una comuna nueva francesa situada en el departamento de Mancha, de la región de Normandía.

## Historia
Fue creada el 1 de enero de 2017, en aplicación de una resolución del prefecto de Mancha de 8 de julio de 2016 con la unión de las comunas de Bellefontaine, Chasseguey, Chérencé-le-Roussel, Juvigny-le-Tertre, La Bazoge, Le Mesnil-Rainfray y Le Mesnil-Tôve, pasando a estar el ayuntamiento en la antigua comuna de Juvigny-le-Tertre.

## Demografía
| Gráfica de evolución demográfica de Juvigny-les-Vallées entre 1800 y 2013 |
|                                                                           |

Los datos entre 1800 y 2013 son el resultado de sumar los parciales de las siete comunas que forman la nueva comuna de Juvigny-les-Vallées, cuyos datos se han cogido de 1800 a 1999, para las comunas de Bellefontaine, Chasseguey, Chérencé-le-Roussel, Juvigny-le-Tertre, La Bazoge, Le Mesnil-Rainfray y Le Mesnil-Tôve de la página francesa EHESS/Cassini. Los demás datos se han cogido de la página del INSEE.

## Composición
| Comuna delegada     | Código INSEE | Población (2013) | Superficie (km²) | Densidad (hab./km²) |
| ------------------- | ------------ | ---------------- | ---------------- | ------------------- |
| Bellefontaine       | 50043        | 144              | 6.73             | 21                  |
| Chasseguey          | 50125        | 82               | 3.06             | 27                  |
| Chérencé-le-Roussel | 50131        | 305              | 10.95            | 28                  |
| Juvigny-le-Tertre   | 50260        | 587              | 7.50             | 78                  |
| La Bazoge           | 50037        | 162              | 5.80             | 28                  |
| Le Mesnil-Rainfray  | 50318        | 224              | 11.47            | 20                  |
| Le Mesnil-Tôve      | 50323        | 238              | 11.74            | 20                  |